# Maculagonum
Maculagonum is een geslacht van kevers uit de familie van de loopkevers (Carabidae). De wetenschappelijke naam van het geslacht is voor het eerst geldig gepubliceerd in 1952 door Darlington.

## Soorten
Het geslacht Maculagonum omvat de volgende soorten:
- Maculagonum altipox Darlington, 1952
- Maculagonum atropox Darlington, 1971
- Maculagonum canipox Darlington, 1971
- Maculagonum daymanpox Darlington, 1971
- Maculagonum depilapox Darlington, 1971
- Maculagonum kaindipox Darlington, 1971
- Maculagonum plagipox Darlington, 1952
- Maculagonum pox Darlington, 1952
- Maculagonum scaphipox Darlington, 1952
- Maculagonum seripox Darlington, 1971
- Maculagonum setipox Darlington, 1952
- Maculagonum tafapox Darlington, 1952
- Maculagonum waupox Darlington, 1971